# 有明町 (恵庭市)
有明町（ありあけちょう）は北海道恵庭市の地名。郵便番号は061-1431。人口は2,136人、世帯数は1,146世帯。

## 地理
JR千歳線恵庭駅の北西に位置し、漁川と茂漁川の間にある地域。有明町に柏木戸磯通、茂漁通が通っており、北海道道46号江別恵庭線（旧国道36号）がある。

## 歴史

### 沿革
- 1961年（昭和36年）- 大字漁村の一部から有明町に町名変更[4][5]。
- 1981年（昭和56年）- 字柏木の一部を編入[4]。
- 1995年（平成7年）11月6日 - 有明町1 - 6丁目に住居表示実施[6]。

### 町名の変遷
町名の変遷は以下の通り。
| 実施内容 | 実施年月日 | 実施前   | 実施後 |
| -------- | ---------- | -------- | ------ |
| 町名変更 | 1961年     | 大字漁村 | 有明町 |

## 人口と世帯数
2023年9月30日現在の人口と世帯数は以下の通り。
| 町・丁      | 人口    | 世帯      |
| ----------- | ------- | --------- |
| 有明町1丁目 | 417人   | 246世帯   |
| 有明町2丁目 | 492人   | 246世帯   |
| 有明町3丁目 | 234人   | 130世帯   |
| 有明町4丁目 | 267人   | 144世帯   |
| 有明町5丁目 | 321人   | 153世帯   |
| 有明町6丁目 | 405人   | 227世帯   |
| 計          | 2,136人 | 1,146世帯 |

### 人口の変遷
国勢調査による人口数の推移。
| 1995年（平成7年）  | 2,583人 | [ 7 ]  |  |
| 2000年（平成12年） | 2,365人 | [ 8 ]  |  |
| 2005年（平成17年） | 2,354人 | [ 9 ]  |  |
| 2010年（平成22年） | 2,283人 | [ 10 ] |  |
| 2015年（平成27年） | 2,155人 | [ 11 ] |  |
| 2020年（令和2年）  | 2,114人 | [ 12 ] |  |

### 世帯数の変遷
国勢調査による世帯数の推移。
| 1995年（平成7年）  | 926世帯 | [ 7 ]  |  |
| 2000年（平成12年） | 955世帯 | [ 8 ]  |  |
| 2005年（平成17年） | 976世帯 | [ 9 ]  |  |
| 2010年（平成22年） | 974世帯 | [ 10 ] |  |
| 2015年（平成27年） | 962世帯 | [ 11 ] |  |
| 2020年（令和2年）  | 979世帯 | [ 12 ] |  |

## 小・中学校の通学区
小・中学校の通学区は以下の通り。
| 町・丁 | 街区 | 小学校             | 中学校             |
| ------ | ---- | ------------------ | ------------------ |
| 有明町 | 全域 | 恵庭市立若草小学校 | 恵庭市立柏陽中学校 |

## 交通

### バス
- えにわコミュニティバス（ecoバス）
  - 「有明町2丁目」・「有明団地」停留所がある[14]。

### 道路
- 一般道道
  - 北海道道46号江別恵庭線（旧国道36号）[15]
- 都市計画道路
  - 3・4・110 柏木戸磯通[15]
  - 3・5・120 茂漁通[15]

## 施設
文化
- 有明会館（有明町5丁目）

公園
- あすなろ公園（有明町2丁目）
- あおば公園（有明町3丁目）
- あじさい公園（有明町4丁目）
- ありあけ公園（有明町5丁目）

行政
- 恵庭有明郵便局（有明町1丁目）
- 恵庭市消防本部（有明町2丁目）
- 千歳警察署 恵庭交番（有明町5丁目）
- 北央信用組合 有明支店（有明町5丁目）

産業・商業
- 丸亀製麺 恵庭（有明町1丁目）
- セブン-イレブン 恵庭有明町店（有明町1丁目）
- セイコーマート 恵庭有明店（有明町2丁目）
- やわらぎ斎場 恵庭（有明町6丁目）

集合住宅
- 有明団地（有明町1丁目）